# Bianca Gleissinger
Bianca Gleissinger (* 1990 in Wien) ist eine österreichische Drehbuchautorin, Regisseurin und Producerin.

## Leben
Bianca Gleissinger studierte Filmwissenschaft an der Universität Wien und der Freien Universität Berlin sowie Filmproduktion an der Deutschen Film- und Fernsehakademie Berlin (DFFB).
2022 hatte ihr Film Performer (Regie: Oliver Grüttner) auf dem Filmfest München Premiere und war für den Förderpreis Neues Deutsches Kino 2022 nominiert.
Ihr Debüt als Regisseurin und Autorin hatte sie 2023 mit dem Dokumentarfilm 27 Storeys, der beim Filmfestival Max Ophüls Preis 2023 in der Kategorie Bester Dokumentarfilm nominiert war und den Diagonale-Preis 2023 in der Kategorie „Beste Bildgestaltung Dokumentarfilm“ gewann. Im Fokus steht der Wiener Wohnpark Alterlaa, in dem Gleissinger aufgewachsen ist.
Gleissinger lebt in Berlin.

## Filmografie
- 2015: Es bleibt in der Familie (Regie)
- 2016: Schuld (Producerin)
- 2019: Seaside Special – Ein Liebesbrief an Großbritannien (Producerin)
- 2022: Performer (Produzentin)
- 2023: 27 Storeys (Regie, Drehbuch)